# 桑皮特
桑皮特，印尼华人通称山弼或山毕，是印度尼西亞中加里曼丹省的小鎮，主要倚靠附近的桑皮特河從事木材交易，也是印度尼西亞的最大木材出口地。人口约13万（2001年）。桑皮特镇是中加里曼丹，达雅族占人口多数的城镇。于2001年，在这个城市，马都拉人（Madurese）和达雅人（Dayaks）之间发生了冲突，有400多马都拉人丧生，有4万人不得不逃离。

## 历史
2001年，桑皮特在種族衝突事件中是重灾难区。

## 地理
桑皮特镇位于桑皮特河旁。桑皮特离中加里曼丹省府帕朗卡拉亚约220公里远。

## 旅游胜地
Pandaran海滩：滨临爪哇海，位于桑皮特河出海口。这里可以看到桑皮特河流入爪哇海的情景。
胡姬花公园（Orchid Park）：位于Pembuangan Hulu森林内，此森林大量生长着罕有并美丽的胡姬花品种。
猎场：在Kotawaringin Barat，位于Serayan河旁。